# Genkaimurex varicosus
Genkaimurex varicosus is een slakkensoort uit de familie van de Muricidae. De wetenschappelijke naam van de soort is voor het eerst geldig gepubliceerd in 1953 door Kuroda.